# Concepción (Stadt in Paraguay)
Concepción ist eine Stadt in Paraguay am Río Paraguay und Hauptstadt des Departamentos Concepción. Die Stadt hat rund 84.550 Einwohner (Stand 2018). Sie verfügt über einen wichtigen Hafen, der von Frachtschiffen auf dem Weg nach Mato Grosso in Brasilien angelaufen wird.

## Geschichte
Concepción wurde am 25. Mai 1787 von dem Gouverneur Agustín Fernando de Pinedo gegründet, um ein Vordringen Brasiliens vom Norden zu verhindern und die Indianer der Region zu befrieden. Sie erlebte ihren Aufschwung aber erst im frühen zwanzigsten Jahrhundert durch italienische Immigranten und ist heute ein Zentrum im Norden Paraguays mit einem Flusshafen. Der paraguayische Bürgerkrieg begann 1947 in Concepción, er wird daher auch Revolución de Concepción (Revolution von Concepción) genannt.
Seit 1929 ist die Stadt Sitz des römisch-katholischen Bistums Concepción.
Von 1909 bis 1960 verband eine 56 km lange Schmalspurbahn, die Ferrocarril del Norte, Concepción mit Horqueta. Im Mai 1988 wurde eine Brücke über den Río Paraguay eingeweiht.

## Bildung
Es gibt in der Stadt mehrere Universitäten:
- Universidad Católica “Nuestra Sra de la Asunción” (UCA)
- Universidad Nacional de Asunción (UNA)
- Universidad Nacional de Concepción (UNC)
- Universidad Tecnológica Intercontinental (UTIC)
- Universidad Politécnica del Paraguay (UPAP)
- Universidad del Norte (UniNorte)

## Kulturelle Veranstaltungen
In der Stadt findet seit 2022 jährlich zum Tag der paraguayischen Frau am letzten Samstag im Februar auf der Straße vor der Kirche María Auxiliadora ein High-Heels-Rennen statt, bei dem die Teilnehmerinnen Schuhe mit Absätzen von mindestens 10 cm tragen müssen. Dabei gibt es die Kategorien 18–35 Jahre sowie über 35 Jahre. Die Gewinnerin der jüngeren Kategorie erhält einen Preis von 1,5 Millionen Guaraníes, die der älteren von 850.000 Guaraníes. Die Zweit- und Drittplatzierten werden ebenfalls prämiert. Das Rennen zieht regelmäßig Tausende von Zuschauer an.

## Persönlichkeiten
- Julio Benigno Laschi González (1914–1969), römisch-katholischer Geistlicher, Weihbischof in Asunción
- Victoriano Leguizamón (1922–2007), Fußballspieler
- Vicente Paciello (* 1986), Fußballspieler
- Roberto Fernández (* 2000), Fußballspieler